# Campionati mondiali di pugilato dilettanti 2005
I Campionati mondiali di pugilato dilettanti del 2005 (AIBA World Boxing Championships) si sono tenuti a Mianyang, in Cina, dal 13 al 20 novembre.

## Risultati

### Pesi Minimosca
| Medaglia | Atleta           | Paese      |  |
| -------- | ---------------- | ---------- |  |
|          | Zou Shiming      | Cina       |  |
|          | Bedak Pál        | Ungheria   |  |
|          | Sherali Dostiev  | Tagikistan |  |
|          | Birzhan Zhakypov | Kazakistan |  |

### Pesi Mosca
| Medaglia | Atleta            | Paese         |  |
| -------- | ----------------- | ------------- |  |
|          | Lee Ok-Sung       | Corea del Sud |  |
|          | Andry Laffita     | Cuba          |  |
|          | Rau'shee Warren   | Stati Uniti   |  |
|          | Mirat Sarsembayev | Kazakistan    |  |

### Pesi Gallo
| Medaglia | Atleta               | Paese       |  |
| -------- | -------------------- | ----------- |  |
|          | Guillermo Rigondeaux | Cuba        |  |
|          | Rustamhodza Rahimov  | Germania    |  |
|          | Ali Hallab           | Francia     |  |
|          | Gary Russell         | Stati Uniti |  |

### Pesi Piuma
| Medaglia | Atleta                    | Paese    |  |
| -------- | ------------------------- | -------- |  |
|          | Aleksej Tiščenko          | Russia   |  |
|          | Alexey Shaydulin          | Bulgaria |  |
|          | Yuriorkis Gamboa Toledano | Cuba     |  |
|          | Viorel Simion             | Romania  |  |

### Pesi Leggeri
| Medaglia | Atleta                | Paese       |  |
| -------- | --------------------- | ----------- |  |
|          | Yordenis Ugás         | Cuba        |  |
|          | Romal Amanov          | Azerbaigian |  |
|          | Khabib Allakhverdiyev | Russia      |  |
|          | Domenico Valentino    | Italia      |  |

### Pesi Superleggeri
| Medaglia | Atleta           | Paese       |  |
| -------- | ---------------- | ----------- |  |
|          | Serik Sapiyev    | Kazakistan  |  |
|          | Dilshod Mahmudov | Uzbekistan  |  |
|          | Inocente Fiss    | Cuba        |  |
|          | Emil Maharramov  | Azerbaigian |  |

### Pesi Welter
| Medaglia | Atleta             | Paese       |  |
| -------- | ------------------ | ----------- |  |
|          | Erislandi Lara     | Cuba        |  |
|          | Magomed Nurutdinov | Bielorussia |  |
|          | Bakhtiyar Artayev  | Kazakistan  |  |
|          | Neil Perkins       | Regno Unito |  |

### Pesi Medi
| Medaglia | Atleta         | Paese   |  |
| -------- | -------------- | ------- |  |
|          | Matvey Korobov | Russia  |  |
|          | Ismayl Sillakh | Ucraina |  |
|          | Emilio Correa  | Cuba    |  |
|          | Mohammed Hikal | Egitto  |  |

### Pesi Mediomassimi
| Medaglia | Atleta                | Paese      |  |
| -------- | --------------------- | ---------- |  |
|          | Yerdos Dzhanabergenov | Kazakistan |  |
|          | Marijo Sivolija       | Croazia    |  |
|          | Utkirbek Haydarov     | Uzbekistan |  |
|          | Artak Malumyan        | Armenia    |  |

### Pesi Massimi
| Medaglia | Atleta              | Paese       |  |
| -------- | ------------------- | ----------- |  |
|          | Aleksandr Alekseyev | Russia      |  |
|          | Elchin Alizade      | Azerbaigian |  |
|          | Jasur Mazhanov      | Uzbekistan  |  |
|          | Alexander Povernov  | Germania    |  |

### Pesi Supermassimi
| Medaglia | Atleta             | Paese    |  |
| -------- | ------------------ | -------- |  |
|          | Odlanier Solís     | Cuba     |  |
|          | Roman Romanchuk    | Russia   |  |
|          | Roberto Cammarelle | Italia   |  |
|          | Kubrat Pulev       | Bulgaria |  |

## Medagliere
| Posizione | Nazione       |    |    |    | Totale |
| 1         | Cuba          | 4  | 1  | 3  | 8      |
| 2         | Russia        | 3  | 1  | 1  | 5      |
| 3         | Kazakistan    | 2  | 0  | 3  | 5      |
| 4         | Cina          | 1  | 0  | 0  | 1      |
| 4         | Corea del Sud | 1  | 0  | 0  | 1      |
| 6         | Azerbaigian   | 0  | 2  | 1  | 3      |
| 7         | Uzbekistan    | 0  | 1  | 2  | 3      |
| 8         | Germania      | 0  | 1  | 1  | 2      |
| 8         | Bulgaria      | 0  | 1  | 1  | 2      |
| 10        | Bielorussia   | 0  | 1  | 0  | 1      |
| 10        | Croazia       | 0  | 1  | 0  | 1      |
| 10        | Ungheria      | 0  | 1  | 0  | 1      |
| 10        | Ucraina       | 0  | 1  | 0  | 1      |
| 14        | Italia        | 0  | 0  | 2  | 2      |
| 14        | Stati Uniti   | 0  | 0  | 2  | 2      |
| 16        | Armenia       | 0  | 0  | 1  | 1      |
| 16        | Egitto        | 0  | 0  | 1  | 1      |
| 16        | Francia       | 0  | 0  | 1  | 1      |
| 16        | Regno Unito   | 0  | 0  | 1  | 1      |
| 16        | Romania       | 0  | 0  | 1  | 1      |
| 16        | Tagikistan    | 0  | 0  | 1  | 1      |
| Totale    | Totale        | 11 | 11 | 22 | 44     |